# Pranie mózgu

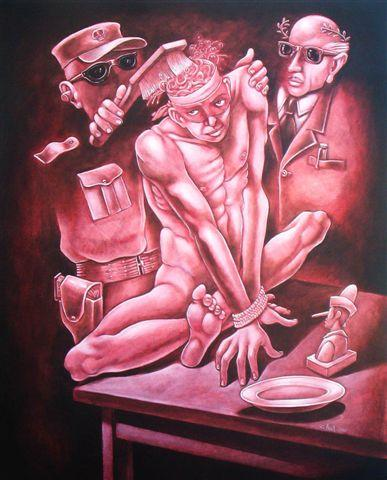
Satyryczne przedstawienie prania mózgu

Pranie mózgu (nazywane także kontrolą umysłu, reformą procesu myślenia albo reedukacją) – termin używany na określenie działań przymusowych albo o charakterze dobrowolnym, mających na celu zmianę poglądów lub zachowań jednej lub większej liczby osób. Dyskusyjne jest to, od jakiego momentu działanie nakierowane na zmianę osobowości należy uznać za pranie mózgu.
Zazwyczaj pranie mózgu stosuje się dla celów politycznych, religijnych lub marketingowych.

## Geneza
Po raz pierwszy termin pranie mózgu pojawił się w obiegu społecznym w Stanach Zjednoczonych w czasie wojny koreańskiej w latach 50. XX wieku jako wyjaśnienie zachowania amerykańskich żołnierzy, którzy po okresie przebywania w niewoli przechodzili na stronę komunistów. Pranie mózgu wykorzystywane było przez chińskich komunistów do spowodowania głębokich i trwałych zmian w zachowaniu ludzi z ich szeregów, którzy następnie mieli w podobny sposób wpływać na zachodnich jeńców wojennych w Chinach, jak i do pozbawiania ich zdolności do skutecznego organizowania się i stawiania oporu. W Korei pranie mózgu u więźniów z krajów zachodnich przyniosło pewne sukcesy propagandowe, jednak głównym celem armii chińskiej było zmniejszenie liczby strażników potrzebnych do pilnowania więźniów, dzięki czemu więcej żołnierzy mogło być skierowanych na pole bitwy.
Również po aresztowaniu Patrycji Hearst zarówno ona sama, jak jej adwokaci utrzymywali, że stała się ofiarą prania mózgu, co miałoby rzutować na jej odpowiedzialność sądową, jednak ławy przysięgłych to nie przekonało.

## Współcześnie
Obecnie termin pranie mózgu jest stosowany także do innych metod perswazji, a nawet do skutecznego użycia zwykłej propagandy. Termin ten często jest używany na określenie metod „nawracania” stosowanych przez ruchy religijne.